# 鹿島麻耶
鹿島 麻耶（かしま まや、1977年4月8日 - ）は、日本の漫画家。宮城県仙台市出身。女性。
アフタヌーン四季賞において数度の受賞ののち、2001年に『コミックH』（ロッキング・オン）掲載の『極めてホライズンブルー』でデビュー。
2007年、『学園夢探偵 獏』の連載開始と同時に、ペンネームを「滝沢 麻耶」から現在の「鹿島 麻耶」へと改名した。

## 作品リスト
- 死ぬにはいい日だ（1999年） - アフタヌーン四季賞冬のコンテスト準入選[1][2]。
- アトリエC（2000年） - アフタヌーン四季賞冬のコンテスト佳作[1][2]。
- taboo（2001年） - アフタヌーン四季賞冬のコンテスト佳作[1][2]。
- 極めてホライズンブルー（2001年、コミックH、ロッキング・オン[2]）
- うどん嫌いの男（2002年） - アフタヌーン四季賞春のコンテスト佳作[1][2]。
- リンガフランカ（月刊アフタヌーン、講談社、2004年8月号 - 12月号） ISBN 4-06-314372-4
- 学園夢探偵 獏（月刊アフタヌーン、2007年8月号 - 10月号） ISBN 978-4-06-314492-5
- ゆるゆる寧々子ちゃん（アンソロジーコミック『猫本 2』に執筆参加、KCデラックス、講談社） ISBN 978-4-06-375484-1
- マンガ版 細雪（原作：谷崎潤一郎、集英社MANGA BUNKO） ISBN 978-4-8342-6342-8
- ベジたべる（ゴラクエッグ連載中、2017年5月 - 、日本文芸社）